# Guimbal Cabri G2
Guimbal Cabri G2 — лёгкий коммерческий двухместный вертолёт, разработанный Бруно Гимбалем, бывшим инженером компании Eurocopter. Впервые поднялся в воздух 31 марта 2005 года. В конструкции вертолёта использованы по большей части композиционные материалы. Он имеет трёхлопастный несущий винт и рулевой винт типа «фенестрон».
15 декабря 2007 года получил европейский сертификат типа.

## Лётно-технические характеристики
- Вместимость — 1+1 чел.
- Длина — 6,31 м
- Диаметр несущего винта — 7,2 м
- Ширина — 1,24 м (4 футов 1 дюйм)
- Высота — 2,37 м (7 футов 9 дюймов)
- Взлётная масса — 700 кг (1543 фунтов)
- Максимальная скорость — 185 км/ч (115 миль/ч)
- Крейсерская скорость — 166 км/ч (104 миль/ч)
- Дальность полёта — 700 км (380 морских миль)
- Продолжительность полёта — 5,8 часа
- Динамический потолок — 3963 м

## Сравнение с аналогами
| Модель                | Страна    | Мощность, л.с. | Максимальная взлётная масса, кг | Максимальная скорость, км/ч | Дальность полёта, км | Цена, тысяч дол. США                         |
| --------------------- | --------- | -------------- | ------------------------------- | --------------------------- | -------------------- | -------------------------------------------- |
| «Беркут-М»            | Россия    | 1 х 150        | 830                             | 185                         | 820                  | 200                                          |
| Skyline SL-222        | Украина   | 2 х 90         | 637                             | 194                         | 550                  | 149                                          |
| Skyline SL-231        | Украина   | 1 х 210        | 882                             | 209                         | 600                  | 195                                          |
| АК1-3 «Слава»         | Украина   | 1 х 156        | 650                             | 186                         | 350                  | 150                                          |
| Safari 400            | Канада    | 1 х 180        | 725                             | 160                         | 400                  | 150 (цена набора для самостоятельной сборки) |
| Syton AH130           | Италия    | 1 х 130        | 580                             | 190                         | н/д                  | 247                                          |
| DF Helicopters DF334  | Италия    | 1 х 115        | 500                             | 150                         | 300                  | н/д                                          |
| CH-7 Kompress Charlie | Италия    | 1 х 115        | 450                             | 190                         | 480                  | 115 (цена набора для самостоятельной сборки) |
| Robinson R22          | США       | 1 х 131        | 635                             | 190                         | 385                  | 258                                          |
| Rotorway A600 Talon   | США       | 1 х 167        | 680                             | 185                         | 320                  | 98 (цена набора для самостоятельной сборки)  |
| Sikorsky S-300        | США       | 1 х 190        | 930                             | 176                         | 325                  | 350                                          |
| Eagle Helicycle       | США       | 1 х 150        | 386                             | 177                         | 257                  | 38.5                                         |
| Guimbal Cabri G2      | Франция   | 1 х 145        | 700                             | 185                         | 700                  | 375                                          |
| Cicaré CH-12          | Аргентина | 1 х 180        | 700                             | 205                         | н/д                  | н/д                                          |